# União Desportiva Sousense
O União Desportiva Sousense é um clube português, com sede em Jancido, na Freguesia de Foz do Sousa, Município de Gondomar, Distrito do Porto. O clube foi fundado em 1 de Dezembro de 1937 e o seu atual presidente é Pedro Carvalho.
A casa do Sousense é o Estádio 1º de Dezembro equipado com um relvado sintético de grande qualidade com 105×68m. Com capacidade para 2 mil espectadores, o estádio tem excelentes condições para a prática desportiva e proporciona aos adeptos as melhores condições.

## Futebol
Nos primeiros anos do séc. 21, o Sousense tem-se afirmado como uma referência do futebol distrital, tendo alcançado um crescimento notável mas sustentável, assente num grande espírito de sacrifício e união. Após várias épocas a "morrer na praia", na época de 2009/10 a equipa de séniores foi campeã da Divisão de Honra da Associação de Futebol do Porto garantindo a subida aos nacionais. Após ter conseguido a manutenção tranquilamente na primeira época em que disputou o Campeonato Nacional da III Divisão, o Sousense alcançou um histórico apuramento para o Campeonato Nacional da II Divisão B, que disputou na época 2012/13 e no campeonato de Portugal (3º escalão) até 2017/18 quando desce novamente aos distritais.
O União Desportiva Sousense orgulha-se de ter todas as camadas do futebol juvenil a competir na principal divisão da Associação de Futebol do Porto e conta com quase 300 atletas a evoluir nas camadas jovens do clube.

### Classificações por época
| Época     | Nível | Divisão                         | Classificação                   | Taça de Portugal |
| --------- | ----- | ------------------------------- | ------------------------------- | ---------------- |
| 2007/2008 | 5     | Divisão de Honra da AF Porto    | 6º                              | -                |
| 2008/2009 | 5     | Divisão de Honra da AF Porto    | 5º                              | -                |
| 2009/2010 | 5     | Divisão de Honra da AF Porto    | 1º                              | -                |
| 2010/2011 | 4     | 3ª Divisão - Série B            | 6º                              | 2E               |
| 2011/2012 | 4     | 3ª Divisão - Série B            | 3º                              | 3E               |
| 2012/2013 | 3     | 2ª Divisão Zona Centro          | 7º                              | 2E               |
| 2013/2014 | 3     | Campeonato Nacional de Seniores | 7º (8º na 1ª fase, 5º na 2ª)    | 2E               |
| 2014/2015 | 3     | Campeonato Nacional de Seniores | 2º (4º na fase subida)          | 2E               |
| 2015/2016 | 3     | Campeonato de Portugal          | a decorrer a 2ª fase (9º na 1ª) | 1E               |

Legenda das cores na pirâmide do futebol português
     1º nível (1ª Divisão / 1ª Liga) 
     2º nível (até 1989/90 como 2ª Divisão Nacional, dividido por zonas, em 1990/91 foi criada a 2ª Liga) 
     3º nível (até 1989/90 como 3ª Divisão Nacional, depois de 1989/90 como 2ª Divisão B/Nacional de Seniores/Campeonato de Portugal)
     4º nível (entre 1989/90 e 2012/2013 como 3ª Divisão, entre 1947/48 e 1989/90 e após 2013/14 como 1ª Divisão Distrital) 
     5º nível
     6º nível
     7º nível
Notas:
- em 2013/14 acabou IIIª Divisão e a primeira competição distrital passou a nível 4

## Ligações Externas
- facebook.com/UDSousense
- AF Porto